# Antonio Otegui
Antonio Islam Otegui Khalifi, mer känd som bara Antonio Otegui, född 7 mars 1998 i Mendavia, Navarra, är en spansk fotbollsspelare som spelar för Tudelano.

## Klubbkarriär
Antonio Otegui har tillhört CA Osasuna sedan 13 års ålder och spelade innan dess i de lokala fotbollsklubbarna. Som 17-åring blev han uppkallad till A-truppen inför försäsongen 2015 och i augusti samma år förlängde han sitt kontrakt med klubben i ytterligare fem år.  Hans A-lags debut kom någon månad senare i en Copa del Rey match och hans Segunda División debut  gjordes månaden efter det.
Otegui gjorde 11 framträdanden under säsongen 2015/16 vilket till slut gav CA Osasuna en plats i Primera División. I oktober 2016 gjorde Otegui sin La ligadebut då han byttes in i en match mot SD Eibar.  Hans första mål som professionell fotbollsspelare kom i maj 2017 då CA Osasuna B vann Segunda División B.
Säsongen 2018/19 lånades mittfältaren ut till UD Melilla, i tercera División, för en säsong.
I maj 2019 förlängde Otegui kontraktet med CA Osasuna till 2022. Säsongen 2019/20 lånades Otegui ut till CD Numancia, i Segunda División för en säsong. 
I augusti 2020 skrev Otegui på ett tvåårskontrakt med Badajoz. Under vintern 2023 skrev han på för Tudelano.

## Meriter
- Avancemang till La Liga 2015/16
- Vinnare av Segunda División B 2016/17

### Webbkällor
- Antonio Otegui på Soccerway (engelska)
- Antonio Otegui på Transfermarket (engelska)